# Суратанска сена
Суратанска сена (Senna surattensis (Burm.f.) H. S. Irwin et Barneby) име рода потиче од арапског назива сана (السَّنَا), а епитет врста носи по јужној провинцији Сурат (सूरत) индијске савезне државе Гуџарат у којој је биљка аутохтона. Неки од народних назива у Азији су коломона, галенганг, мота фарвад, ханорпе, а енглески називи су scrambled egg bush (жбун кајгана), glossy shower (сјајни пљусак), golden senna (златна сена), glaucous cassia (плавкаста касија), sunshine tree (сунчано дрво), bushy cassia (жбунаста касија). Поред признатог назива постоји низ синонима: Cassia fastigiata Vahl, C. galuca Lam, C. galuca Lam. var. koenigii Kurz, C. galuca Lam. var. suffruticosa (Roth)Baker, C. suffruiticosa Roth, C. surattensis Burm. F, C. surattensis Burm. subsp. suffruticosa (Roth) K.Larsen & S.S.Larsen, C. surattensis Burm. f. var. suffruticosa (Roth)Ali и Psilorhegma suffruticosa (Roth) Britton et Rose.

## Опис врсте
Суратанска сена је брзорастући тропски зимзелени жбун или мање дрво, висине 2–8 m. Стабло и гране су сивосмеђе. Животни век ове биљке је десетак година. 
Листови су наизменични, парно перасти на кратким петељкама са по 6-9 пари издужено јајастих пина (2-4,5 x 1-2,2 cm) заобљених врхова и основе. Дуги су 10–25 cm са петељкама од 1,5 до 3 cm. Лице листа је тамнозелене боје, глатко и сјајно, а наличје зеленкастоплаво, обично глатко а ретко по површини има длачице, обично дуж средњег нерва.
Цвасти чине 10 до 15 жутих (жбун кајгана!), хермафродитних цветова у гроздовима из пазуха вршних листова. Цветови петочлани, са 10 прашника, величине 3–6 cm, на дршкама дугим 2,5–5 cm, миришљави. Цветање се одвија током већег дела године.
Плод је равна, глатка, пљосната махуна дуга 7–10 cm и 1,5 cm широка; садржи 15-25 семена. Семе је браонкасте боје, сјајно, дугуљасто-елипсоидно 8 mm дуго и 4 mm широко.

## Ареал
Врста је од природе распрострањена у тропској Азији (Индија, Мјанмар, Тајланд, Лаос, Вијетнам, Малезија, Индонезија, Филипини), а вероватно и на северу и истоку Аустралије. Расте у тиковим шумама и мочварним земљиштима до 300 m надморске висине.

## Биоеколошке карактеристике
Хелиофилна је врста, али подноси и полусенку. Због лаког еколошког прилагођавања расте у свим топлијим крајевима. Подноси изразито високе, тропске температуре. 
Младе саднице захтевају обилно заливање, док су старије биљке средње отпорне на сушу. Одговарају јој влажна, добро дренирана, иловаста земљишта и супстрати са истом количином тресета и иловаче уз додатак песка; не подноси слана земљишта; оптимална pH вредност је 7,5-8,5.
Иако, легуминоза, врста нема способност азотофиксације.

## Значај
У хортикултури се примењује због атрактивних цветова и дугог цветања, у мањим вртовима, дуж путева и у тематским вртовима (златни вртови, вртови лептира). Врло је популарна украсна врста на Хавајима, Тајвану и Хонгконгу јер подноси загађења ваздуха сумпор-диоксидом. 
Код нас би врста могла да се примењује у ентеријерима, посебно у пространим холовима аеродрома, хотела и пословних зграда уз довољно светлости и добро дренирани супстрат. Истовремено интродукција за ове потребе би обезбедила репродуктивни материјал за примену ове врсте и у екстеријеру, ако се тренд глобалног отопљавања настави овим интензитетом. Опасност од инвазивности у нашим условима не постоји, јер сем на неколико полинезијских острва са уједначеном температуром током године (између 20-30оC) инвазивност на другим местима није забележена.
Употребљава се у алтернативној медицини због тога што садржи гликозиде који делује као лаксатив. 
Лист је јестив, али конзумирање већих количина може да изазове стомачне тегобе.

## Размножавање
Суратанска сена размножава се генеративно. Семе сене има изражену дормантност семењаче што је преовлађујући тип дормантности семена код фамилије Fabaceae. Непропустљивост семењаче за воду и гасове код семена суратанске сене, може да се отклони на три начина: (1) механичком и (2) хемијском скарификацијом као и (3) преливањем семена кипућом водом. Механичка скарификација даје највећи број исклијалих зрна (84%) и сигнификантно се разликује од осталих третмана. Третмани концентрованом сумпорном киселином у трајању од 35 и 25 минута дали су такође високе проценте исклијавања (73% и 63%). Као најмање ефикасан третман показало се преливање семена кипућом водом, при чему је исклијало свега 18% зрна.